# Hanno Herzler

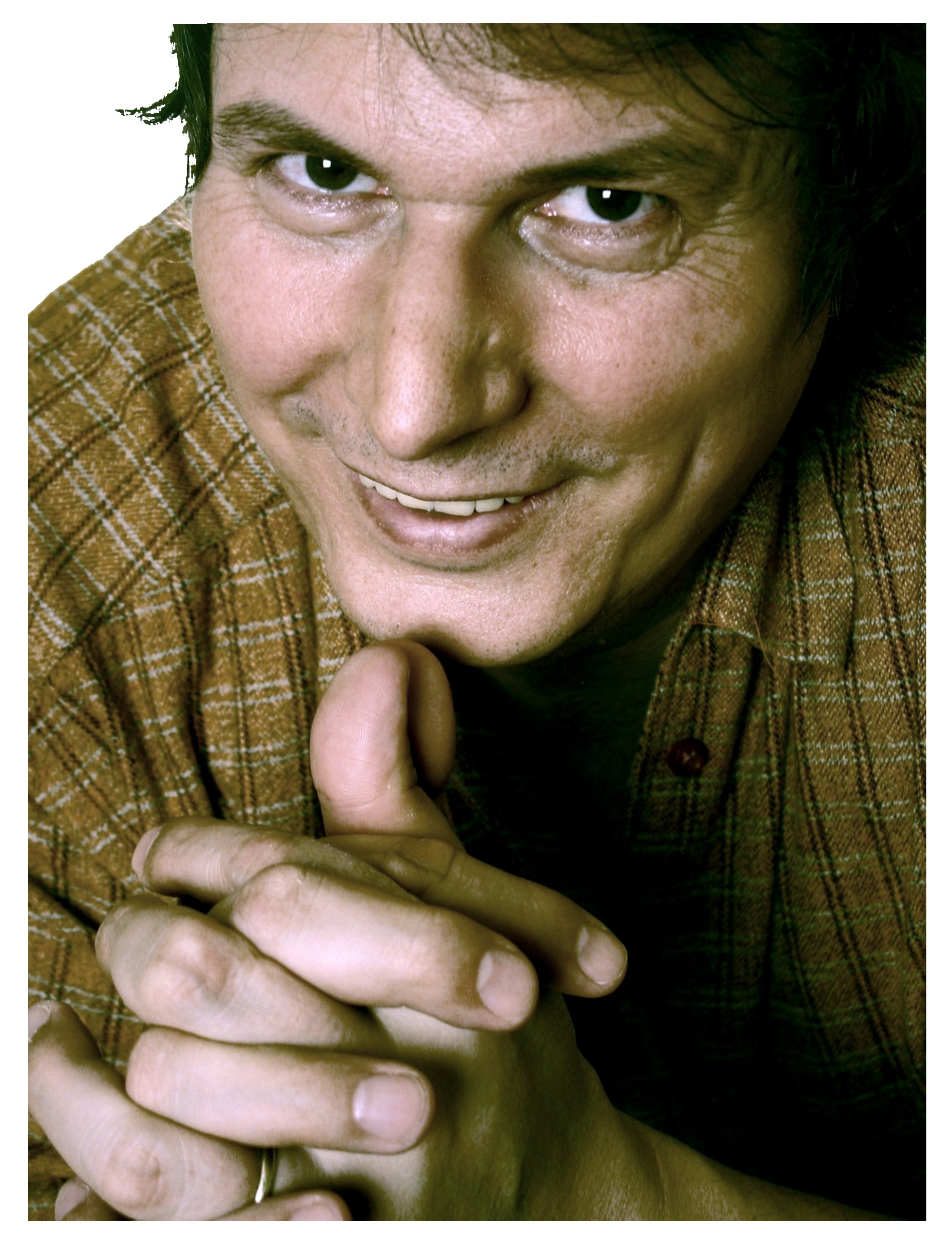
Hanno Herzler

Hanno Herzler (* 1961 in Langenau bei Ulm als Johannes Herzler) ist ein deutscher Autor, Publizist und Hörspielregisseur. Er lebt in Greifenstein-Beilstein, ist verheiratet mit Petra Herzler-Grossmann und hat drei inzwischen erwachsene Kinder.

## Leben
Hanno Herzler wuchs ab dem 7. Lebensjahr in Biberach an der Riß auf. Er absolvierte das dortige Wieland-Gymnasium und eine Ausbildung zum Rundfunkredakteur in Wetzlar. Darauf folgte ein Studium der evangelischen Theologie in Marburg und Tübingen mit Magisterabschluss in Marburg. Während der Zeit des Studiums ließ er sich als Sprecher und zum Sprechtrainer weiterbilden. Seit 1991 arbeitet er als freiberuflicher Journalist, Buchautor, Hörspielregisseur sowie als Rhetorik- und Persönlichkeits-Trainer. 1994 zog er nach Greifenstein-Beilstein in Hessen.
Herzler hat über 90 eigene christliche Hörspiele verfasst und für verschiedene Verlage mehr als 40 Hörbücher umgesetzt. Außerdem spricht und leitet er Synchron-Aufnahmen für Funk und Fernsehen. Des Weiteren schrieb er gemeinsam mit Rainer Hackstock das Drehbuch des 2008 erschienenen Films Verteidigt die Mühle.
In dem Musical Merci! Der Graf und die Hugenotten, das er gemeinsam mit Siegfried Fietz entwickelte und für dessen Text und Dramaturgie er verantwortlich zeichnete, spielte er auch die Rolle des skurrilen und unbeliebten Barons von Meder. Das Musical beruht auf einer wahren Geschichte aus dem Jahr 1685, auf die Herzler im Gespräch mit dem Braunfelser Historiker Arno Fitzler stieß. Merci wurde im Jahr 2011 achtmal am Original-Schauplatz, der Burgruine Greifenstein, aufgeführt, sowie im Jahr 2012 aus Anlass des dortigen Hessentags dreimal im Wetzlarer Rosengärtchen und einmal in der hugenottischen Gründung Rauschenberg-Schwabendorf. Insgesamt sahen rund 8000 Besucher das Musical.

## Werke (Auswahl)

### Bücher
- 1996: Ich brauch dich und du brauchst mich (mit Friedbert Gay, persolog)
- 1997: 7 B(l)itze und ein Donner: Der unsichtbare Feind (Teen-Krimi)
- 1998: 7 B(l)itze und ein Donner: Das unheimliche Gesicht (Teen-Krimi)
- 2010: Andy Latte: Ein dramatisches Finale (Kinderbuch)
- 2012: Andy Latte: Jagd auf den Pokal (Kinderbuch)
- 2018: Das Geheimnis der Totenmaske. Ein Abenteuerkrimi mit den Rothstein-Kids um Martin Luther (Kinderbuch in der Serie von Anke Hillebrenner)

### Hörbücher
- 2002: Das Gebet des Jabez (Sprecher)
- 2003: Das Geheimnis des Weinstocks (Sprecher)
- 2003: Die Pilgerfahrt nach Lübeck: Eine Bach-Novelle (Sprecher)
- 2004: Schlachter Hörbibel AT&NT: Schlachter 2000 (Sprecher)
- 2005: Doch der Segen kommt von oben: ein musikalisches Schiller-Hörbuch (Sprecher)
- 2006: Leben mit Vision (Sprecher)
- 2006: Der Pestpfarrer von Annaberg (Sprecher)
- 2006: Viel näher, als du denkst (Sprecher)
- 2007: Du füllst des Lebens Mangel aus: Paul Gerhardt – Leben und Lieder (Autor, Sprecher)
- 2009: Ich weiß, dass mein Erlöser lebt: Georg Friedrich Händel – Der Komponist und sein Messias (Autor, Sprecher)
- 2009: Der bessere Weg zu einem neuen Leben (Sprecher)
- 2010: Das bessere Leben (Sprecher)
- 2010: Der das Herz der Liebe hat: Nikolaus Ludwig Graf von Zinzendorf – Der Vater der Losungen (Autor, Sprecher)
- 2012: Das bessere Leben (Sprecher)
- 2012: Vom Schatten zum Licht. Die Geschichte der Hoffnung (IV). Der grosse Kampf zwischen Gut und Böse (Sprecher); Realisation: Amazing Recordings
- 2013: Wie alles begann. Die Geschichte der Hoffnung (I) (Sprecher); Realisation: Amazing Recordings
- 2014: Maranatha. Der Herr kommt (Sprecher); Realisation: Amazing Recordings
- 2015: Noah. Das Finale kommt erst (Sprecher); Realisation: Amazing Recordings
- 2016: Macht und Ohnmacht. Die Geschichte der Hoffnung (II) (Sprecher); Realisation: Amazing Recordings
- 2016: Schritte zur persönlichen Erweckung. Erfülltsein mit dem Heiligen Geist (Sprecher); Realisation: Amazing Recordings
- 2017: Albert Schweitzer/Helene Bresslau: Die Jahre vor Lambarene. Briefe 1902 – 1912 in Auszügen (Sprecher und Produzent); Realisation: Edenmusic Studio
- 2017 Hoffnung für alle, ed. 2015, Hörbibel (Hauptsprecher); Realisation: Janz Team Studio
- 2017: Das Geheimnis der Glaubens. Martin Luther. Leben aus der Gnade (Autor, Sprecher)
- 2017: Business ohne Grenzen. Erinnerungen an das zukünftige Reich Gottes (Hauptsprecher); Autor: J. Gunnar Olson; Realisation: MarTONstudio
- 2018: Die glücklichsten Menschen auf Erden. Die Lebensgeschichte von Demos Shakarian (Hauptsprecher); Realisation: MarTONstudio
- 2018: Die Piipliothek (Sprecher); Realisation: Advent-Verlag Zürich / Top Life Wegweiser Verlag Wien

### Hörspielserien

#### Wildwest-Abenteuer mit Billy & Willy
Die Wildwest-Abenteuer erschienen ohne festgelegten Serientitel jeweils lediglich unter der Bezeichnung „Ein Abenteuerhörspiel von Hanno Herzler“ (weswegen die Serie in Hörerkreisen auch nach den Protagonisten als „Billy & Willy“  bezeichnet wird) zwischen 1993 und 2005 in 24 Folgen unter dem Label Schulte & Gerth zunächst als Hörspielkassette. 2004 wurden sämtliche bis dahin erschienenen Folgen ungekürzt auf CD veröffentlicht. Die fortan folgenden Teile erschienen sowohl auf Kassette als auch CD. Die frei aneinandergekoppelten, allgemein in sich selbst abgeschlossenen Geschichten basieren größtenteils auf alleinstehenden Büchern verschiedener christlicher Autoren. Hanno Herzler führte in der Hörspielreihe Regie und war Sprecher von Marvin Donaldson, dem Vater der Geschwister Billy und Willy.
| Folge | Titel                            | Jahr |
| ----- | -------------------------------- | ---- |
| 1     | Auf der Spur der Wildpferde      | 1993 |
| 2     | Das Versteck in der Prärie       | 1993 |
| 3     | Schneewolke                      | 1994 |
| 4     | Die Höhle auf dem Adlerberg      | 1994 |
| 5     | Der sprechende Felsen            | 1994 |
| 6     | Das Schiff der Diebe             | 1994 |
| 7     | Der goldene Sarkophag            | 1995 |
| 8     | Die letzte Warnung               | 1995 |
| 9     | Schreie in der Nacht             | 1995 |
| 10    | Die Geisterinsel                 | 1995 |
| 11    | Das Geheimnis der alten Mühle    | 1996 |
| 12    | Alarm an der Brücke              | 1996 |
| 13    | Das Rätsel der Wildpferdschlucht | 2000 |
| 14    | Der geheime Schwur               | 2000 |
| 15    | Die verbotene Kammer             | 2001 |
| 16    | Spuk in der Radiostation         | 2001 |
| 17    | Wer entdeckt America?            | 2002 |
| 18    | Die Jagd nach dem Saphir         | 2002 |
| 19    | In den Bergen des Aberglaubens   | 2003 |
| 20    | Das Gold der Apachen             | 2003 |
| 21    | Schneewolke und das Gift         | 2004 |
| 22    | Das verschwundene Bergwerk       | 2004 |
| 23    | Der Pestpfarrer von Annaberg     | 2005 |
| 24    | Kampf um Chippers Ranch          | 2005 |

#### Weltraum-Abenteuer
Die Weltraum-Abenteuer (in Zweitverwertung auch veröffentlicht als Dr. Brockers Weltraumabenteuer) erschienen von 1996 bis 2009 in 28 Folgen mit einer Länge von 40 bis 70 Minuten. Die christliche Science-Fiction-Hörspielserie für Kinder erschien bei Gerth Medien zunächst auf Kassette, später ungekürzt auch auf CD. Vom März 2009 bis zum September des gleichen Jahres wurde die Hörspielserie erstmals im ERF-Radio wöchentlich in der Sendung JoeMax-Radio ausgestrahlt.
Die ersten Folgen basieren auf der Jim-Dunlap-Kinderbuchserie von 1967–1968, die der US-amerikanische Autor Bernard Palmer schrieb. Die Geschichten der späteren Hörspiele schrieb Hanno Herzler selbst. Herzler sprach den Erzähler und trat auch in vereinzelten Rollen als Sprecher auf.
Die fortlaufende Hörspielserie erzählt die Geschichte um den Weltraumforscher Dr. Brocker, seine Enkelin Tonya, deren Freunde Uli, Jim, Rex und Lisa sowie Dr. Brockers Erzfeind und Konkurrent Fletcher. Die Freunde, die in der kleinen fiktiven Küstenstadt Swanton an der Ostküste des US-Bundesstaates Maine wohnen, erleben in der Serie verschiedene Abenteuer und lernen viel über den Weltraum, Wissenschaft und Technik. Währenddessen werden die Kinder erwachsen, die Beziehungen untereinander verändern sich und aus ehemaligen Freunden werden Feinde.
| Folge | Titel                            | Jahr |
| ----- | -------------------------------- | ---- |
| 1     | Doktor Brockers tolle Erfindung  | 1996 |
| 2     | Raketenformel – streng geheim    | 1996 |
| 3     | Das Flugzeug ohne Flügel         | 1997 |
| 4     | Der Schatz von Hispaniola        | 1997 |
| 5     | Der aufregende Mondflug          | 1997 |
| 6     | Auf der dunklen Seite des Mondes | 1997 |
| 7     | Geheimtreffen mit dem Gegner     | 1998 |
| 8     | Der Spion im Raumschiff          | 1998 |
| 9     | Marsmission mit Hindernissen     | 1999 |
| 10    | Das rätselhafte Marsgesicht      | 1999 |
| 11    | Notruf aus dem Nirgendwo         | 2000 |
| 12    | Dr. Brockers größte Tat          | 2000 |
| 13    | Dr. Brockers Erbe                | 2001 |
| 14    | Abgründe am Abendstern           | 2001 |
| 15    | Asteroiden-Alarm!                | 2002 |
| 16    | Klassenfahrt ins All             | 2002 |
| 17    | Der rettende Garten              | 2003 |
| 18    | Das schwarze Schiff              | 2003 |
| 19    | Der tödliche Pfeil               | 2004 |
| 20    | Die Jupiter-Katastrophe          | 2004 |
| 21    | Odyssee im Eis                   | 2005 |
| 22    | Vorstoß zum Saturn               | 2005 |
| 23    | Heimkehr ins Ungewisse           | 2006 |
| 24    | Die Perle der Perlen             | 2006 |
| 25    | Die rettende Explosion           | 2007 |
| 26    | Dr. Brockers Geheimnis           | 2008 |
| 27    | Agentin in Gefahr                | 2009 |
| 28    | Licht in der Finsternis          | 2009 |

#### Abenteuer zwischen Himmel und Erde
Nach dem Konzept von Günter Schmitz erweiterte Hanno Herzler die Reihe Abenteuer zwischen Himmel und Erde um die Folgen 3 bis 9 für das Neue Testament, die in den Jahren 1998 und 1999 bei Gerth Medien erschienen.
| Folge | Titel                        | Jahr |
| ----- | ---------------------------- | ---- |
| 3     | Jesus – Menschen am Wege     | 1998 |
| 4     | Jesus – Heilsame Begegnungen | 1998 |
| 5     | Jesus in Jerusalem           | 1998 |
| 6     | Jesus – Tod und Auferstehung | 1998 |
| 7     | Petrus                       | 1999 |
| 8     | Paulus – Die Umkehr          | 1999 |
| 9     | Paulus – Die großen Reisen   | 1999 |

Ab 2003 baute Hanno Herzler die Reihe des Alten Testaments um die Folgen 13 bis 20 weiter aus.
| Folge | Titel                    | Jahr |
| ----- | ------------------------ | ---- |
| 13    | Daniel als junger Mann   | 2003 |
| 14    | Daniel als Prophet       | 2003 |
| 15    | Elisa                    | 2004 |
| 16    | Joram – König von Israel | 2004 |
| 17    | Naeman                   | 2004 |
| 18    | Josia                    | 2006 |
| 19    | Adam und Eva             | 2007 |
| 20    | Noah                     | 2007 |

#### Andy Latte
Zwischen 1998 und 2010 erschienen 19 Folgen der Hörspielserie Andy Latte, einer von Hanno Herzler mit Lars Kissner gemeinsam erfundenen Figur. Hanno Herzler schrieb die Geschichten zu den 19 Folgen, führte in der Hörspielreihe Regie und war Sprecher des Vaters der Hauptpersonen der Serie.
| Folge | Titel                             | Jahr |
| ----- | --------------------------------- | ---- |
| 1     | Nur ein Traum?                    | 1998 |
| 2     | Spiel doch ab, Mann!              | 1998 |
| 3     | Turbulenzen beim Turnier          | 1999 |
| 4     | Der größte Sieg                   | 2000 |
| 5     | Der Bock als Gärtner              | 2000 |
| 6     | Der Diakon im Stadion             | 2000 |
| 7     | Zoff mit den Roten                | 2001 |
| 8     | Spuk am Klosterberg               | 2002 |
| 9     | Das Sportheim brennt              | 2002 |
| 10    | Gefahr am Höllbergtunnel          | 2002 |
| 11    | Pizza für die Bankräuber          | 2003 |
| 12    | Die Spur des Feuers               | 2005 |
| 13    | Die zweite Chance                 | 2006 |
| 14    | Die Falle von Walle               | 2006 |
| 15    | Unterirdisch!                     | 2006 |
| 16    | Cacau kommt gerade recht          | 2006 |
| 17    | Unter Shelleys Schutz             | 2007 |
| 18    | Bordon und das königsblaue Wunder | 2008 |
| 19    | Wo ist Pit Bull?                  | 2010 |

#### Rothstein-Kids
Autorin und Urheberin dieser Serie ist Anke Hillebrenner; Hanno Herzler hat an der Gestaltung besonders der ersten drei Geschichten (die als Buch vorlagen) zum Hörspiel mitgewirkt, die Umsetzung im Studio geleitet und fungiert als Erzähler. Von 2016 bis 2020 erschienen in der Christlichen Verlagsgesellschaft Dillenburg 10 Episoden mit Justus Hillebrenner, Ellis Heimann und Lucas Esche in den Hauptrollen.

| Folge | Titel                                        | Jahr |
| ----- | -------------------------------------------- | ---- |
| 1     | Das Geheimnis von Schloss Morillion          | 2016 |
| 2     | Das Geheimnis der rätselhaften Briefe        | 2016 |
| 3     | Das Geheimnis des schwarzen Falken           | 2017 |
| 4     | Das Geheimnis der Totenmaske                 | 2017 |
| 5     | Das Geheimnis der Sieben Meere               | 2018 |
| 6     | Geheimnis des verschwundenen Manuskripts     | 2018 |
| 7     | Das Geheimnis des Siegelrings                | 2018 |
| 8     | Das Geheimnis der verhängnisvollen Erbschaft | 2019 |
| 9     | Das Geheimnis der Lady Blunt                 | 2019 |
| 10    | Das Geheimnis der verschollenen Bilder       | 2020 |

### Mitwirkung an weiteren Hörspielserien
- Ole, der Pirat (Sprecher)
- Die Drei vom Ast (Sprecher)
- Die 5 Geschwister (Sprecher der Rolle "Baron Zerbach")

Für die Hörspielserie Gemmas Insel von Dorothea Unbehend war Hanno Herzler bei den ersten drei Folgen als Regisseur zuständig, bevor Eckart zur Nieden die Regie für die restlichen Folgen übernahm. Die ersten drei Folgen erschienen im ERF-Verlag 1996. 2002 erschien eine zweite Auflage der Serie unter neuem Cover. Außerdem wirkte Hanno Herzler bei den drei Na-und-Hörspielen und bei den Teen-Club-Krimis von Dorothea Unbehend als Sprecher mit.

### Musikalische Werke
- 1997: Wir feiern ein Fest: Kinderminimusical (Autor)
- 2004: Ruth: Kinderminimusical (Sprecher)
- 2011: Merci! Der Graf und die Hugenotten (Autor, Schauspieler)
- 2015: Bleib bei mir, Herr: Choral Evensong (Sprecher)[7]